# Torchlight III
Torchlight III (anciennement Torchlight Frontiers) est un jeu de rôle d'action et le troisième jeu de la série Torchlight. Il est développé par le studio américain Echtra Games, édité par Perfect World Entertainment et sorti en octobre 2020.

## Système de jeu
Torchlight III est un jeu de rôle d'action où le joueur contrôle un personnage dans un monde de High fantasy en utilisant une variété d'armes, de sorts magiques et de compétences pour combattre les monstres, collecter de nouveaux objets et trésors, vendre et acheter objets dans une ville centralisée pour améliorer les capacités de leur personnage.
Au départ, Torchlight III (anciennement Torchlight Frontiers) était un jeu en ligne massivement multijoueur, introduisant de grands niveaux de surface qui permettent aux joueurs de se rassembler pour combattre des monstres qui réapparaissent avec le temps et voyager entre les principaux donjons du jeu, dont beaucoup sont générés de manière procédurale. Pour équilibrer les capacités globales des joueurs, le jeu aurait utilisé des niveaux d'expérience basés sur des objets plutôt que des niveaux basés sur des joueurs. Les joueurs avec des objets de haut niveau entrant dans un donjon avec des joueurs de niveau inférieur verraient leurs objets temporairement affaiblis aux niveaux inférieurs lorsqu'ils se trouvent dans le donjon. Avec le changement vers Torchlight III, le jeu devrait davantage se rapprocher
des deux premiers jeux Torchlight, mais il continuera à prendre en charge le support de jeu hors ligne et en ligne.

## Développement
La série Torchlight a été initialement développée par Runic Games, le premier jeu, Torchlight, était un jeu solo uniquement sorti en 2009, et sa suite, Torchlight II, sortie en 2012, a ajouté un mode coopératif pouvant contenir jusqu'à six joueurs. Runic a été fondé par plusieurs vétérans de l'industrie du jeu vidéo avec une expérience des jeux de rôle d'action (ARPG) comme Diablo, Hellgate: London et Fate, dont beaucoup étaient employés chez Flagship Studios au moment de sa fermeture en 2008. Flagship avait développé Mythos, un autre RPG d'action mais avec d'importants composants en ligne massivement multijoueurs (MMO). Avec Runic, la société voulait "terminer ce qu'ils avaient commencé" avec Mythos, mais redévelopper toutes les parties du jeu, des traditions et de l'art pour ce titre. Avec seulement quatorze employés pour commencer, Runic a décidé de rester plus proche de ses racines et de développer un jeu solo sans composant en ligne afin de sortir un produit plus rapidement et de s'appuyer sur cela dans le futur, devenant Torchlight. À la sortie de Torchlight, Max Schaefer de Runic a affirmé qu'il s'agissait d'un premier pas vers un MMO basé sur l'univers de Torchlight. Torchlight II a représenté une étape partielle vers le MMO, leur donnant la possibilité d'étendre et de tester des éléments multijoueurs.
Au cours du développement de Torchlight II, Perfect World Entertainment a investi US$8,4 million dans Runic Games, gagnant un contrôle majoritaire du studio. Cet investissement visait le développement du MMO Torchlight que le studio avait présenté précédemment.
En 2014, les cofondateurs du studio Travis Baldree et Erich Schaefer ont quitté Runic Games, créant finalement Double Damage Games et publiant Rebel Galaxy. Alors que Runic avait vécu à l'aide de l'investissement de Perfect World, Baldree et Schaefer voulaient revenir à un développement à plus petite échelle, la raison de leur départ à l'amiable. Le cofondateur Max Schaefer (le frère d'Erich) a reconnu que les deux développeurs faisaient partie de l'équipe critique derrière le développement de Runic, et avec leur départ, ils ont dû repenser leurs plans pour le MMO de Torchlight. Cela les a obligés à abandonner le genre RPG d'action pour un nouveau type de jeu, finalement publié sous le nom de Hob, un jeu d'aventure basé sur des puzzles.
Schaefer aimait toujours l'idée d'un MMO Torchlight, mais avec la direction que le studio avait prise avec Hob, il a décidé de quitter Runic Games avec d'autres programmeurs pour réaliser son rêve. Il a fondé Echtra Games, un développeur de Perfect World, en 2016, a embauché un certain nombre de développeurs ayant une expérience dans le domaine des RPG d'action, et a pu obtenir les droits de Torchlight via Perfect World. Finalement, Perfect World a fermé Runic Games en novembre 2017, bien qu'ils aient déclaré que des nouvelles sur Torchlight seraient faites à l'avenir.
Torchlight Frontiers a été annoncé pour la première fois le 9 août 2018 et les premières versions du jeu étaient disponibles pour jouer au salon de la Gamescom 2018 et à PAX West plus tard dans le mois. Le jeu devrait être lancé sur Microsoft Windows en premier, avec des versions sur PlayStation 4 et Xbox One à suivre.
En janvier 2020, Echtra et Perfect World ont annoncé que Torchlight Frontiers avait été renommé Torchlight III et avait abandonné plusieurs des aspects de type MMO prévus au profit d'une progression plus linéaire dans le jeu. Schaefer a déclaré: "Au cours du développement, vous découvrez souvent quel type de produit un jeu était censé être et nous avons découvert que Torchlight Frontiers était censé être un véritable successeur de Torchlight I et II. Sur la base de cela et des nombreux commentaires de nos testeurs Alpha, nous avons décidé qu'il était temps de ramener le jeu à ses racines et de le modéliser d'après les jeux Torchlight classiques que les fans de RPG d'action ont appris à aimer.". Les sociétés ont affirmé le jeu ne serait plus gratuit, mais un "titre premium", avec des projets pour une sortie de Microsoft Windows à la mi-2020. Une période alpha fermée est lancée en janvier 2020. Une version à accès anticipé du jeu est sortie sur Steam le 13 juin 2020.
En mars 2021, Zynga a acquis Echtra Games  pour une somme non communiquée. En mai 2021, une dernière mise à jour du jeu est effectuée puis le titre est cédé ainsi que la propriété intellectuelle à Perfect World pour permettre à l'éditeur de rechercher des développeurs afin de poursuivre le développement du jeu.

## Accueil par la critique
Metacritic communique un score de 65 à Torchlight III qui a fait l'objet de critiques "mitigées ou moyennes". Les critiques sont unanimes : le jeu est inférieur aux précédents opus de la franchise.
Jeuxvideo.com attribue une note 12/20 lors de l'accès anticipté. La rédaction a apprécie les quatre classes "plutôt réussies" ; le contenu conséquent lors de l'accès anticipé, l’ambiance typique des Torchlight. Par contre, elle trouve que l'aspect multijoueur est peu encouragé et qu'il y a encore du travail à fournir au niveau loot, de la carte et de la quantité d'adversaires.
Destructoid attribue une note de 6/10, qualifiant sa campagne d'"oubliable" et note: "Si vous êtes le genre de joueur qui s'est plongé dans les mods de Torchlight II ou qui a passé d'innombrables heures à créer son personnage idéal, vous vous sentirez très certainement lésé par Torchlight III".
Push Square a apprécié les graphismes et le gameplay du jeu mais trouve que le jeu est "trop familier et trop linéaire".
PC Gamer a noté que Torchlight III était techniquement bon. Cependant, la critique trouve que les donjons sont répétitifs et a finalement conclu que "ce qui manquait [était] plus que ce qui était là".
RPGamer trouve que le processus pour le multijoueur en ligne était "frustrant" et a qualifié ses limitations d'"inconvénient flagrant".
Nintendo Life souligne positivement le fait que la boucle de jeu de Torchlight III est gratifiante. L'avis exprimée apprécie le fait que les parties soient longues et loue sa rejouabilité. A contrario, elle critique ses problèmes techniques et en qualifiant son système de Fort de "sous-utilisé".
CGM et Shacknews ont donné une note plus positive, louant la nature simpliste du jeu et le mode coopératif, le qualifiant d'accessible et d'attrayant, bien que tous deux aient critiqué le système de création de niveaux, les problèmes techniques et les combats de boss.